# Jonakirche
Jonakirchen sind Kirchengebäude, die nach dem Propheten Jona, einem der zwölf kleinen Propheten der Bibel, benannt sind.
Bekannte Jonakirchen sind zum Beispiel:
- Jona-Kirche (Berlin)
- Jonakirche (Bremen-Vahr)
- Jonakirche (Düsseldorf)
- Jonakirche (Essen-Heidhausen)
- Jonakirche (Grone)
- Jonakirche (Mannheim)
- Jona-Kapelle (Oldenburg)
- Jonasmoschee in Mossul (ursprünglich eine Kirche, wurde umgewandelt).